# 天鷹座λ
天鷹座Lambda（天鷹座λ，λ Aql）是一个位于天鹰座的恒星。中文星官名天弁七。视星等3.43，亮度足以用肉眼看见。视差测量显示它距离地球大约129光年

## 物理特性
天弁七是一个恒星分类B9V的主序星，表示它是经由核心氢聚变产生能量像是太阳。它的质量比太阳大，3.7倍太阳质量，辐射出大约57倍太阳光度，表面温度11,780K使它成为一个发出蓝白色光的B型星。天弁七是依巴谷卫星观测到变光幅度最小的恒星之一，它被怀疑是牧夫座λ型星，年龄大约1.6亿年。
这个恒星距离银河盘面5°，并且距离银心30°。这个区域的天空挤满了星体，10弧秒内就有55个。这个恒星有85%可能性没有伴星。不过它被怀疑是光谱联星。它有可能会有一个伴星，经由多普勒效应造成吸收谱线在光谱移动发现的。根据这些谱线的宽度，这个恒星自转快速，速度为103km/s

## 相关的空间探测器
NASA的先驱者11号空间探测器，在1973年4月发射，在1990年离开太阳系并且持续往天弁七的方向移动。估计4百万年后探测器会距离天弁七最近。然而，NASA在1995年11月停止与先驱者11号联系因为探测器的电力太弱了不足以发送任何信息了。